# كونور كلانسي
كونور كلانسي (بالإنجليزية: Conor Clancy)‏ هو لاعب قذف أيرلندي، ولد في 1972.